# Boidié
Boidié is een gemeente (commune) in de regio Ségou in Mali. De gemeente telt 22.000 inwoners (2009).